# كيمبرلي جوزيف
كيمبرلي جوزيف (بالإنجليزية: Kimberley Joseph )‏ (و. 1973  م) هي ممثلة، ومصورة، ومخرجة أفلام من كندا، وأستراليا، ولدت في فانكوفر، بدأت مشوارها المهني سنة 1992.

## وصلات خارجية
- كيمبرلي جوزيف على موقع IMDb (الإنجليزية)
- كيمبرلي جوزيف على موقع قاعدة بيانات الفيلم (الإنجليزية)
- كيمبرلي جوزيف على موقع كينوبويسك (الروسية)

- كيمبرلي جوزيف في قاعدة بيانات الأفلام على الإنترنت